# Miami Vice (jeu vidéo, 1986)
Miami Vice est un jeu vidéo de course/action édité par Ocean Software en 1986 sur Amstrad CPC, ZX Spectrum et Commodore 64. Il est basé sur la série télévisée Deux flics à Miami.

## Système de jeu
Le jeu consiste en une course contre-la-montre dont le but est d'aller aux rendez-vous successifs d'une liste de dealers. Il y a deux modes de jeu : la conduite à travers Miami en vue d'en dessus, ardue, qui consiste à ne pas télescoper les usagers de la route ou à sortir de celle-ci, et une fois arrivé au rendez-vous fixé, la vue latérale dans laquelle un des deux équipiers (Crokett et Tubbs) évolue l'arme à la main. Ici il faut tirer le premier. le tout est réalisé sous une la célèbre musique entraînante de Jan Hammer. Les graphismes sont plutôt moyens et le jeu lassant à la longue; les appréciations de la presse spécialisée ont souvent été mauvaises,.